# دنيس ليبرت
دنيس ليبرت (بالألمانية: Dennis Lippert)‏ هو لاعب كرة قدم ألماني، ولد في 20 فبراير 1996 في فايدن إن در أوبربفالز في ألمانيا. لعب مع نادي نورنبرغ.

## وصلات خارجية
- دنيس ليبرت على موقع قاعدة بيانات كرة القدم.إي يو (الإنجليزية)
- دنيس ليبرت على موقع عالم كرة القدم.نت (الإنجليزية)